# Bustul lui Ovidiu din București
Bustul lui Ovidiu a fost realizat in anul 1927 de sculptorul român Cornel Medrea. Este turnat în bronz și așezat pe un soclu de travertin, pe care stă scris simplu:
| OVIDIU |

Publius Ovidius Naso (20 martie 43 i.Hr - 17 d. Hr.), poet roman, cunoscut sub numele de Ovidiu, a fost exilat de către împăratul Augustus la Tomis (astăzi Constanța), pe țărmul îndepărtat al Mării Negre. Motivele exilului sunt până astăzi învăluite de mister, Ovidiu însuși scria că motivul ar fi fost „carmen et error”, o poezie și o greșeală..
Bustul este înscris în Lista monumentelor istorice 2010 - Municipiul București - la nr. crt. 2311, cod LMI B-III-m-B-19995.
Monumentul este amplasat în sectorul 1, pe Șoseaua Kiseleff, în Parcul Kiseleff din București.